# Archikatedra św. Krzysztofa w Canberze
Archikatedra św. Krzysztofa w Canberze (ang. Saint Christopher's Cathedral in Canberra) – świątynia rzymskokatolicka położona w Canberze w dzielnicy Manuka, przy Commonwealth Avenue. Świątynia została zbudowana w stylu neoromańskim w latach 1928–1939. Jest kościołem arcybiskupim archidiecezji Canberry-Goulburn w Australii.